# Sitticus floricola palustris
Sitticus floricola là một phân loài nhện trong họ Salticidae.
Loài này thuộc chi Sitticus. Sitticus floricola palustris được Elizabeth Maria Gifford Peckham & George William Peckham miêu tả năm 1883.

## Hình ảnh

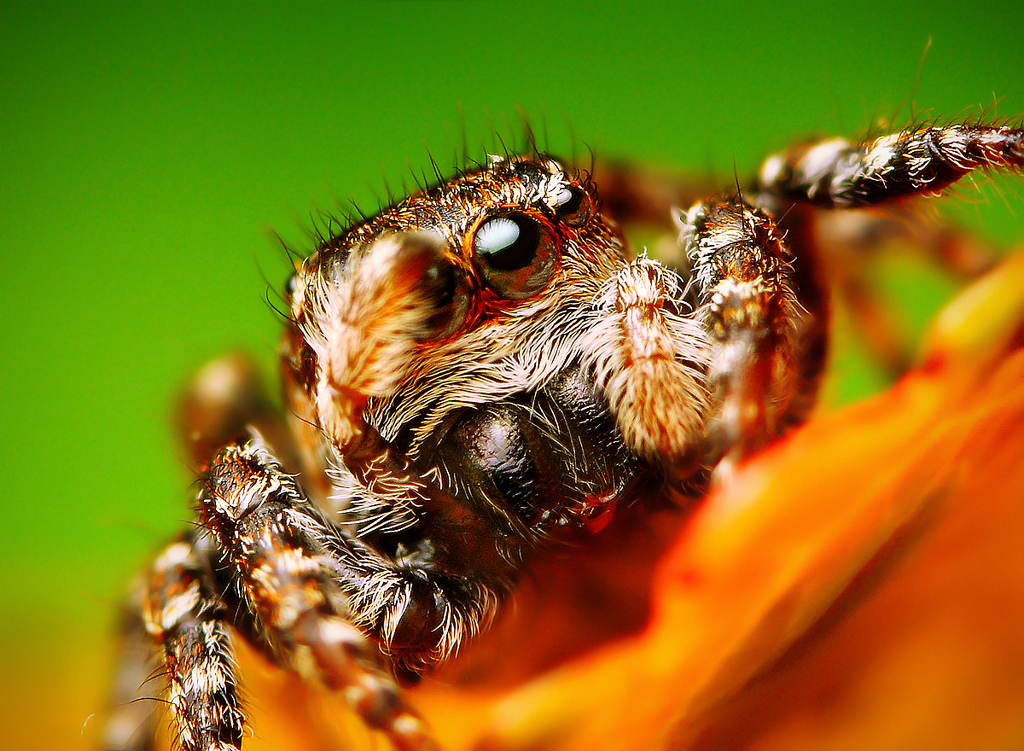
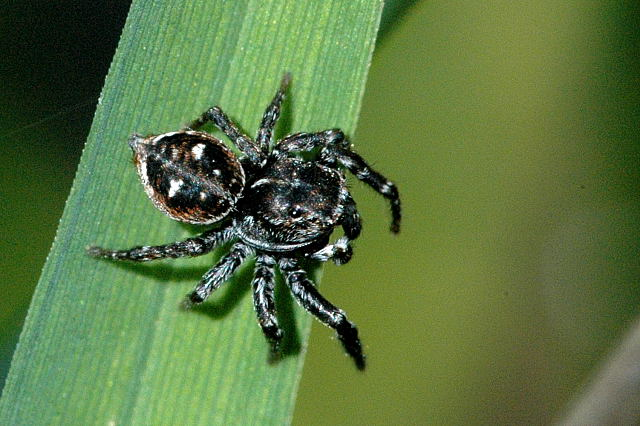